# Aslauga lamborni
Aslauga lamborni är en fjärilsart som beskrevs av Bethune-Baker 1914. Aslauga lamborni ingår i släktet Aslauga och familjen juvelvingar. Inga underarter finns listade i Catalogue of Life.